# Kahoku (Yamagata)
Pour les articles homonymes, voir Kahoku.
Kahoku (河北町, Kahoku-chō) est un bourg du district de Nishimurayama (préfecture de Yamagata), dans le nord de l'île de Honshū, au Japon.

## Géographie

### Démographie
Lors du recensement national de 2010, la population de Kahoku s'élevait à 20 031 habitants répartis sur une superficie de 52,38 km2 (densité de population de 382 hab./km2).